# Expeditie Robinson 2025
Expeditie Robinson 2025 is het aankomende 25e reguliere seizoen van de Nederlandse versie van Expeditie Robinson, een televisieprogramma waarin bekende deelnemers moeten overleven op een onbewoond eiland en tegen elkaar strijden voor de overwinning.
Het seizoen staat gepland om op zondagavond 31 augustus 2025 op televisiezender RTL 4 van start te gaan, hierbij komt iedere aflevering een dag later op streamingdienst Videoland. De presentatie van dit seizoen is in handen van Nicolette Kluijver en Edson da Graça. Voor Da Graça is het zijn debuut als Expeditie Robinson-presentator, hij vervangt presentator Art Rooijakkers die de overstap maakte van RTL 4 naar SBS6. De opnames van het programma gingen in april 2025 van start en werd gedraaid op verschillende eilanden in Maleisië.

## Expeditieleden
Op 11 augustus 2025 werden de deelnemers bekend gemaakt.
| Naam                      | Beroep / bekend van                                                      | Resultaat | Dag    |
| ------------------------- | ------------------------------------------------------------------------ | --------- | ------ |
| Nordin Besling            | Radio-dj bij NPO FunX                                                    | n.n.b.    | n.n.b. |
| Mátyás Bittenbinder       | Bioloog, bekend van Het Klokhuis                                         | n.n.b.    | n.n.b. |
| Demi de Boer              | Influencer, bekend van Ronnie: Voor altijd samen                         | n.n.b.    | n.n.b. |
| Tobias Camman             | Presentator, bekend van de FOMO Show                                     | n.n.b.    | n.n.b. |
| Yesim Candan              | Columnist en radiomaker, bekend van De Wild in de Middag                 | n.n.b.    | n.n.b. |
| Vincent Croiset           | Acteur, bekend van Goede tijden, slechte tijden                          | n.n.b.    | n.n.b. |
| Roos Dickmann             | Actrice, bekend van Lekker met de meiden                                 | n.n.b.    | n.n.b. |
| Koen Pieter van Dijk      | Presentator en influencer, bekend van Just Tattoo of Us                  | n.n.b.    | n.n.b. |
| Kevin Hassing             | Acteur en kinderboekenschrijver, bekend van Goede tijden, slechte tijden | n.n.b.    | n.n.b. |
| Roelof Hemmen             | Radio- en televisiepresentator, bekend van RTL Nieuws                    | n.n.b.    | n.n.b. |
| Camiel Kesbeke            | Realityser, bekend van De Augurkenkoning                                 | n.n.b.    | n.n.b. |
| Twan Kuyper               | Acteur en influencer, bekend van Love Fail Repeat                        | n.n.b.    | n.n.b. |
| Stefania Liberakakis      | Zangeres, bekend van het Eurovisiesongfestival 2021                      | n.n.b.    | n.n.b. |
| Robin Martens             | Actrice, bekend van Goede tijden, slechte tijden                         | n.n.b.    | n.n.b. |
| Churandy Martina          | Olympisch sprinter                                                       | n.n.b.    | n.n.b. |
| Florentien van der Meulen | Nieuwslezeres bij Radio 538                                              | n.n.b.    | n.n.b. |
| Amijé Roos                | Influencer, bekend van Temptation Island VIPS                            | n.n.b.    | n.n.b. |
| Linda Wagenmakers         | Zangeres en musicalactrice, bekend van het Eurovisiesongfestival 2000    | n.n.b.    | n.n.b. |
| Marieke Westenenk         | Actrice, bekend van Het Huis Anubis                                      | n.n.b.    | n.n.b. |
| Lies Zhara                | Influencer en dj                                                         | n.n.b.    | n.n.b. |

## Trivia
- Roelof Hemmen is met 62 jaar de oudste deelnemer van dit seizoen en Stefania Liberakakis met 22 jaar de jongste deelnemer.